# 1923 год в автомобилестроении
Список событий в автомобилестроении в 1923 году:

## События

### Апрель
- 30 — Фердинанд Порше занял должность руководителя конструкторского бюро DMG вместо Пауля Даймлера, перешедшего в компанию Horch[1]. Проработав на этой должности до 1931 года Порше создал серию автомобилей Mercedes, блиставших на спортивных трассах предвоенной Европы.

### Май

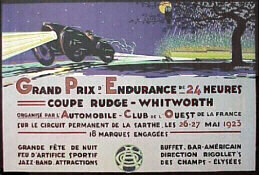
Плакат «24 часа Ле-Мана»

- 26 — состоялась первая автомобильная гонка на выносливость 24 часа Ле-Мана. Победил экипаж французов Андрее Лагаша и Ренее Леонаро выступавших на специально для этих соревнований созданном автомобиле Chenard-Walcker[англ.][2][3]

### Июнь
- 17 — Энцо Феррари выиграл свою первую гонку за рулём автомобиля Alfa-Romeo. Позже он станет руководителем гоночной команды этой компании, которую назовёт Scuderia Ferrari (Команда Феррари). Под его руководством будут сделаны выдающиеся спортивные автомобили, которые выиграют множество соревнований. Только после Второй мировой войны Феррари начнёт выпускать собственные автомобили[4].

### Сентябрь
- 28 — на автосалоне в Берлине[англ.] был представлен первый мотоцикл BMW. Модель R32[англ.] оснащалась оппозитным двигателем воздушного охлаждения мощностью 8,5 лошадиных сил и разгонялась до 95 километров в час. Мотоцикл получил положительные отзывы у журналистов и выпускался до 1926 года, когда был заменён более совершенной моделью[5].